# Radio Doxa
Radio Doxa (wcześniej Radio Góra św. Anny, Radio Plus Opole) – diecezjalna stacja radiowa nadająca swój program na całą Opolszczyznę.
Stacja została powołana specjalnym dekretem Biskupa opolskiego ks. abp Alfonsa Nossola 22 marca 1994. W eterze pojawiła się 16 kwietnia 1995 o godz. 10.00.
Od 1 września 1998 (po czterech latach realizowania samodzielnego programu) Radio Góra św. Anny przystąpiło do współpracy programowej ze Spółką Producencką Plus, utworzoną pod auspicjami Konferencji Episkopatu Polski. Spowodowało to zmianę nazwy rozgłośni na Radio Plus Opole. Stacja pozostała w dalszym ciągu rozgłośnią radiową Diecezji Opolskiej, przy zachowaniu dotychczasowej kościelnej osobowości prawnej. Od 2005 r. rozgłośnia współpracowała z siecią na podstawie umowy franczyzowej.
Z początkiem maja 2014 opolska rozgłośnia opuściła sieć Radia Plus, zmieniając nazwę na Radio Doxa. Powodem decyzji był m.in. brak zgody rady programowej Radia Plus Opole na zmianę formatu muzycznego na disco polo.
Aktualnym dyrektorem radia jest ks. Krzysztof Faber. Ze stacją współpracuje bp Wojciech Pracki.

## Częstotliwości
Obecnie stacja nadaje z czterech nadajników obejmujących swym zasięgiem obszary znacznie wykraczające poza Opolszczyznę. Najsilniejszy nadajnik zlokalizowany jest na kominie Elektrowni Opole, ok. 9 km od centrum miasta, w miejscowości Brzezie.
| Częstotliwość FM | Miasto   | Lokalizacja                     | Moc nadajnika w kW | Polaryzacja |
| ---------------- | -------- | ------------------------------- | ------------------ | ----------- |
| 87,8             | Racibórz | K. Św. Mikołaja                 | 0,10               | V           |
| 89,6             | Opole    | Góra Świętej Anny               | 1,00               | V           |
| 96,7             | Nysa     | K. Św. Apostołów Piotra i Pawła | 0,10               | V           |
| 107,9            | Opole    | komin Elektrowni Opole          | 10,00              | V           |